# Dutton (Montana)
Dutton – miasto w Stanach Zjednoczonych w stanie Montana. Liczy według spisu z 2000 r. 389 mieszkańców.